# AZI1
AZI1‏ (Centrosomal protein 131) هوَ بروتين يُشَفر بواسطة جين AZI1 في الإنسان.